# Marcin Awiżeń
Marcin Awiżeń (ur. 11 listopada 1985 w Kozienicach) – polski niepełnosprawny lekkoatleta. Złoty medalista letnich igrzysk paraolimpijskich w Pekinie, uczestnik letnich igrzysk paraolimpijskich w Londynie.

## Kariera
Specjalizuje się w biegach na 800 i 1500 metrów. Reprezentuje klub Start Radom. Jego trenerem jest Jacek Szczygieł. Rywalizuje w kategorii T46 (osoby z przeszczepionymi kończynami).

## Osiągnięcia

### Igrzyska paraolimpijskie

#### 2008
- 800 metrów - 1. miejsce
- 1500 metrów - 4. miejsce

#### 2012
- 800 metrów - 7. miejsce w swoim biegu eliminacyjnym
- 1500 metrów - nie ukończył biegu eliminacyjnego

### Mistrzostwa Świata

#### 2006
- 800 metrów - 3. miejsce

#### 2011
- 800 metrów - 2. miejsce[1]

### Mistrzostwa Europy

#### 2005
- 800 metrów - 2. miejsce
- 1500 metrów - 2. miejsce

## Odznaczenia
- Krzyż Kawalerski Orderu Odrodzenia Polski – 2008[2]